# Ryoichi Maeda
Ryoichi Maeda (født 9. oktober 1981) er en japansk fodboldspiller.

## Japans fodboldlandshold
| Japans landshold | Japans landshold | Japans landshold |
| År               | Kmp              | Mål              |
| ---------------- | ---------------- | ---------------- |
| 2007             | 2                | 1                |
| 2008             | 1                | 1                |
| 2009             | 2                | 0                |
| 2010             | 2                | 0                |
| 2011             | 9                | 4                |
| 2012             | 8                | 4                |
| 2013             | 9                | 0                |
| Total            | 33               | 10               |